# Копіївка (Бучанський район)
Копії́вка — село Макарівської селищної громади Бучанського району Київської області. Площа населеного пункту становить 113,45 га, кількість дворів — 119. Кількість населення — 151 особа.

## Історія
Похилевич твердить, що село було засноване під назвою Коптівщина наприкінці XVI ст. Але підтверджень цьому в архівах не знайдено. Відомо тільки, що у жовтні 1636 року пани Жмійовські позивалися до пана Міхала Лозки, який наслав підданих рожівських на ґрунти карашинські під річкою Здвиж та під хутором Коповці Ставиські і забрав їхніх підданих до Рожева в тюрму. У 1686 р. належало власнику на прізвище Коритка.
На фронтах НРВ загинуло 40 жителів села.